# FEMUA 10
Le Femua 10 est la 10e édition du Festival des musiques urbaines d'Anoumabo. Il se déroule du 25 au 30 avril 2017 à Abidjan, au sein de l'Institut national de la jeunesse et des sports (INJS) dans la commune de Marcory, ainsi qu'à Adiaké. Le thème choisi pour cette édition est « L'Afrique face aux défis du réchauffement climatique ».

## Déroulement

### Préparation
Une première cérémonie de lancement du Femua 10 a lieu le jeudi 2 mars 2017, au siège de l'UNESCO à Paris. À cet évènement, il est annoncé le renommage de la place du Femua à Anoumabo en « place Papa Wemba ». Cela en hommage au chanteur congolais (Papa Wemba) qui est mort sur scène lors du Femua 9. Après celle de Paris, une autre cérémonie de lancement se fait le 30 mars 2017 à l'Institut français d'Abidjan-Plateau. Elle est présidée (la cérémonie) par la Première dame de Côte d'Ivoire, Dominique Ouattara. La marraine de cette 10e édition est Irina Bokova, la Directrice générale de l'UNESCO. 
En début du mois d'avril 2017, bien avant l'ouverture des festivités, le comité d'organisation du Femua avec à sa tête Manadja du groupe Magic System, procède au pilotage des travaux d'agencement des sites devant abriter le festival. Toujours dans la dynamique des préparatifs du festival, le Commissaire général Salif Traoré, alias A'salfo, effectue avec ses partenaires une visite sur le terrain à Marcory-Anoumabo et Adiaké.

### Avant la cérémonie d'ouverture
De façon exceptionnelle, la journée du 24 avril est dédiée en hommage à papa Wemba. Elle est meublée par la consécration de la « place Papa Wemba », ainsi que par un défilé de sapeurs-pompiers militaires et un concert de l'orchestre Viva La Musica de l'artiste disparu,,.

### Cérémonie d'ouverture
Le mardi 25 avril 2017, le ministre Maurice Bandaman procède à l'ouverture officielle du Femua 10 dans le village d'Anoumabo,. Ensuite, les poses des premières pierres des écoles Magic System et d'un Centre de santé sont faites. 

### Actions sociales
Le Femua 10 est comme les éditions précédentes marqué par des actions sociales. Notamment la construction de deux écoles : une à Gagnoa et une autre à Odienné. Le comité d'organisation prévoit aussi la construction d'un centre de santé dans la localité de Loulo(M'bengué) et d'un logement pour des familles pauvres,.

### Action écologique
Prenant en compte le thème retenu pour le festival, « L'Afrique face aux défis du réchauffement climatique », une activité de reboisement est organisée à Adiaké et Anoumabo par le Commissariat général du Femua, en collaboration avec le ministère ivoirien des Eaux et Forêts,.

### Carrefour Jeunesse du festival
Le Carrefour jeunesse est l'articulation scientifique du Femua. C'est le lieu de rencontre et d'échanges de la jeunesse avec des chefs d'entreprises et des personnes du monde professionnel. Il se tient sur deux jours, les 26 et 27 avril 2017 autour du thème « Jeunes et climat », en rapport avec le thème général du Femua 10.

### Femua Kids
Le Femua Kids est une journée spéciale d'activités destinée aux enfants de moins de 11 ans. Il (le Femua Kids) se déroule le 26 avril 2017 et permet aux enfants de bénéficier de prestations artistiques, de séances de lecture en Bibliobus, et de jeux divers pour leur égayement,,. 

### Sport ou volet sportif du festival
Durant le Femua 10, la journée du 29 avril 2017 est consacrée au sport, avec un cross populaire à Adiaké,.

## Décentralisation et concerts
Adiaké est la deuxième ville qui accueille le Femua 10. C'est dans cette localité que se tient le concert de clôture du festival, le dimanche 30 avril 2017,.

### Programmation artistique
Les artistes programmés au Femua 10 sont,: 
| Artistes                | Pays de provenance |
| ----------------------- | ------------------ |
| Salif Kéïta             | Mali               |
| Black M                 | France             |
| Singuila                | France             |
| Maréma                  | Sénégal            |
| Bisa Kdei               | Ghana              |
| Soul Bang's             | Guinée             |
| Tiken Jah Fakoly        | Côte d'Ivoire      |
| Monique Séka            | Côte d'Ivoire      |
| Kiff No Beat            | Côte d'Ivoire      |
| Nash                    | Côte d'Ivoire      |
| DJ Léo                  | Côte d'Ivoire      |
| Révolution              | Côte d'Ivoire      |
| Krouman Group Orchestra | Côte d'Ivoire      |

## Voir également